# Exetastes paucidens
Exetastes paucidens är en stekelart som beskrevs av Henry Keith Townes, Jr. 1978. Exetastes paucidens ingår i släktet Exetastes och familjen brokparasitsteklar. Inga underarter finns listade i Catalogue of Life.